# E881
E881 eller Europaväg 881 är en europaväg som går mellan İzmit och Çeşme i Turkiet. Längd 540 kilometer.

## Sträckning
İzmit (Koaceli) - Bursa - Balıkesir - Manisa - İzmir - Çeşme
År 2005 beslutade man införa E881, vilket trädde i kraft 2006.

## Standard
Vägen är landsväg hela sträckan, förutom motorväg Izmir - Ceşme och nära Bursa. Den är dessutom motortrafikled Izmit-Bursa. Man planerar bygga motorväg en stor av sträckan.

## Anslutningar till andra europavägar
| - E80 - E90 |  | - E96 - E87 |